# 네모토 다카시

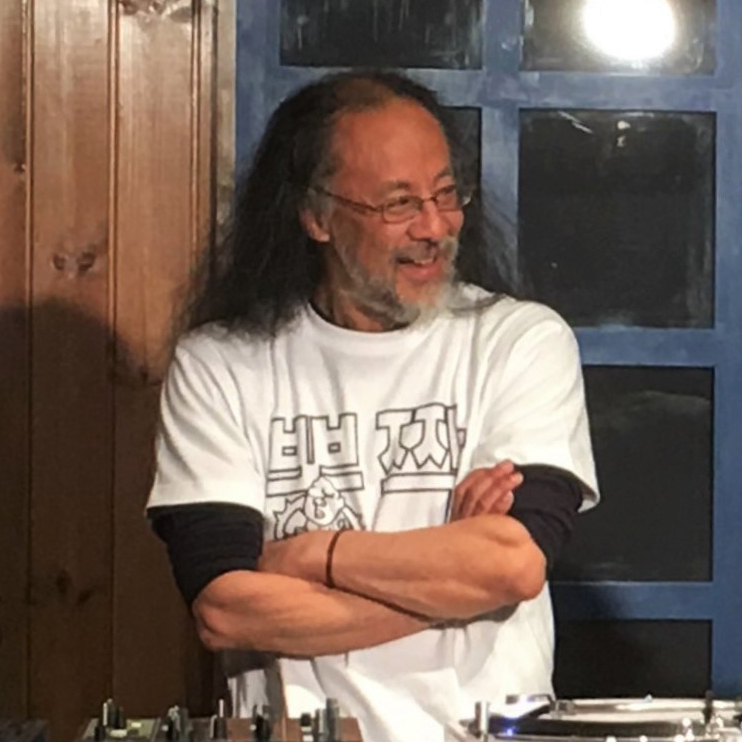

네모토 다카시(일본어: 根本敬, 1958년 6월 28일 ~ )는 일본의 만화가, 가요연구가이다.

## 약력
도쿄도 출신. 도요 대학 문학부 중국철학문학과 중퇴. 일본의 '얼터너티브 코믹' 작가 중에서도 가장 과격한 화풍의 만화가로 꼽힌다. 환상의 명반 해방동맹을 만들어 일본 가요의 재발굴 흐름을 이끌었고, 한국과 북한 문화에 조예가 깊어 한국의 이박사 등 뽕짝 가수를 일본에 소개해 1990년대 중반 일시적인 붐을 일으키기도 했다.

## 같이 보기
- 이박사